# Клонгриффин (станция)
Клонгриффин — железнодорожная станция, открытая 19 апреля 2010 года и обеспечивающая транспортной связью одноимённый квартал в районе Донамид, Дублин, Республика Ирландия.